# Scione albopilosus
Scione albopilosus är en tvåvingeart som beskrevs av Burger 2002. Scione albopilosus ingår i släktet Scione och familjen bromsar.
Artens utbredningsområde är Costa Rica. Inga underarter finns listade i Catalogue of Life.